# 都政研究
都政研究（とせいけんきゅう）は、都政研究社が発行していた月刊誌。
1968年10月創刊。2017年3月号で廃刊。ピーク時の発行部数は約1万部で廃刊時近くの発行部数は約7000部から8000部であった。